# Moana Pozzi
Pour les articles homonymes, voir Moana.
Anna Moana Rosa Pozzi dite Moana Pozzi, née le 27 avril 1961 à Gênes et morte le 15 septembre 1994 à Lyon, est une actrice pornographique italienne.

## Biographie
À partir de 1987, Moana Pozzi collabore avec le magazine Le Ore, et ceci jusqu'à sa mort.
En 1991, Moana Pozzi cofonde, avec l'actrice de films X d'origine hongroise Ilona Staller, dite « la Cicciolina », le « Parti de l'amour » (Partito dell'Amore) en Italie, qui milite pour la légalisation des maisons closes, la promotion d'une meilleure éducation sexuelle et la création de « parcs de l'amour ». 
Elle meurt à l'Hôtel-Dieu de Lyon d'un cancer du foie (carcinome hépatocellulaire).
Le film italien Guardami et la mini-série Moana s'inspirent de sa vie.

## Filmographie partielle
- 1983 : Les Guerriers du Bronx 2
- 1984 : Le Bon Roi Dagobert
- 1984 : Et la vie continue (...e la vita continua) de Dino Risi
- 1989 : Les Ingénues (Backfield in Motion)
- 1990 : Les Ingénues 2 (The Rise of the Roman Empress 2)
- 1990 : Italie folies 1 (Inside Napoli 1)
- 1990 : Italie folies 2 (Inside Napoli 2)
- 1992 : Docteur Angelica (Le professoresse di sessuologia applicata)

## Publications
- (it) La filosofia di Moana, Rome, Edizioni Moana's Club Edizioni, 1991.
- (it) Il sesso secondo Moana, Rome, Edizioni Moana's Club Edizioni, 1992.